# Makis Papadimitriou

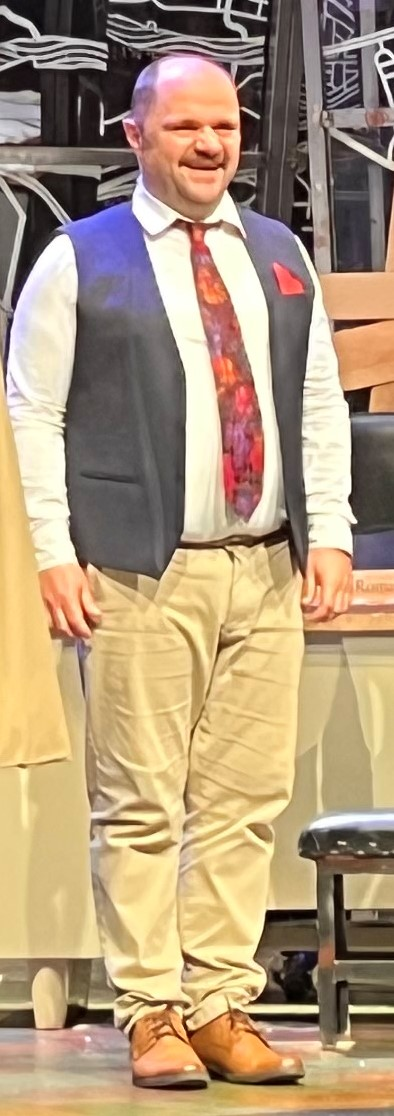
Makis Papadimitriou im Anesis-Theater, Athen (2023)

Makis Papadimitriou (griechisch Μάκης Παπαδημητρίου, auch Efthymis Papadimitriou oder Efthymios Papadimitriou; * 1. Januar 1975 in Athen, Griechenland) ist ein griechischer Schauspieler.

## Leben und Wirken
Makis Papadimitriou wuchs in Anthiro in der Präfektur Karditsa, auf. Er studierte an der Schauspielschule des griechischen Nationaltheaters Athen, die er mit Auszeichnung abschloss, und außerdem Physik an der Universität Athen.
Für seine Theaterarbeit erhielt er für 2008 den Dimitris-Horn-Preis.
Makis Papadimitriou spielte seit 2003 in etwa 40 Filmen, Kurzfilmen bzw. Fernsehserien mit. 2015 wurde er auf dem Sarajevo Film Festival gemeinsam mit Yorgos Kendros, Vangelis Mourikis, Panos Koronis, Yorgos Pirpassopoulos und Sakis Rouvas mit dem „Heart of Sarajevo“ als Bester Schauspieler für Chevalier ausgezeichnet. 2018 erhielt er auf dem „Athens International Digital Film Festival“ die Auszeichnung als Bester Schauspieler für den Kurzfilm Heimlich. Nominierungen erhielt er von der Griechische Filmakademie als Bester Schauspieler für Charisma (2011) und als Bester Nebendarsteller für L (2013).
Makis Papadimitriou war mit der Schauspielerin Katerina Lypiridou verheiratet, mit der er einen gemeinsamen Sohn hat.

## Filmografie
- 2003: To kelepouri (Το κελεπούρι) (Kurzfilm)
- 2005: Start Again (Πάμε πάλι) (Kurzfilm) (als Efthymis Papadimitriou)
- 2005: Woman Is… a Tough Person (Η γυναίκα είναι… σκληρός άνθρωπος)
- 2006: Ores kinis isychias (Ώρες κοινής ησυχίας)
- 2007: Pals (Παρέες)
- 2007–2008: Amyna zonis (Άμυνα ζώνης) (Fernsehserie, 15 Folgen) (als Efthymios Papadimitriou)
- 2008–2009: Mavra Mesanychta (Μαύρα Μεσάνυχτα) (Fernsehserie, 40 Folgen) (als Efthymis Papadimitriou)
- 2009: Imantas (Ιμάντας) (Kurzfilm) (als Efthymis Papadimitriou)
- 2010: O 3os nomos (Ο 3ος νομός) (Fernsehserie, 1 Folge) (als Efthymis Papadimitriou)
- 2010: Charisma (Χάρισμα)
- 2011: Ap’ta kokala vgalmena (Απ' τα κόκαλα βγαλμένα)
- 2011: Ungerechte Welt (Άδικος κόσμος)
- 2011: Me lene Vangeli (Με λένε Βαγγέλη) (Fernsehserie, 1 Folge) (als Efthymis Papadimitriou)
- 2012: L (als Efthymis Papadimitriou)
- 2012: Desma ematos (Δεσμά αίματος)
- 2012: Chelsea–Barcelona (Kurzfilm)
- 2013: Trains (Kurzfilm) (als Efthymis Papadimitriou)
- 2013: Runaway Day (als Efthymis Papadimitriou)
- 2013: I limouzina: Komodia parexigiseon (Ι λιμουζίνα: Κωμωδία παρεξηγήσεων) (als Efthymis Papadimitriou)
- 2014: #atherapefti (Fernsehserie)
- 2014: A Blast – Ausbruch (als Efthymis Papadimitriou)
- 2014: PAN.di.MIA (OLA/lipon/ENA) (ΠΑΝ.δη.ΜΙΑ (ΌΛΑ/λοιπόν/ΈΝΑ)) (als Efthymis Papadimitriou)
- 2015: Chevalier (als Efthymis Papadimitriou)
- 2015: The Republic
- 2015: I kori tou Rembrandt (Η κόρη του Ρέμπραντ)
- 2016: Nacktbaden – Manche bräunen, andere brennen (Suntan) (als Efthymis Papadimitriou)
- 2016: Magikos kathreftis (Μαγικός καθρέφτης) (als Efthymis Papadimitriou)
- 2016: Die Welt sehen
- 2016: Cube (Kurzfilm)
- 2016: Platia Amerikis (Πλατεία Αμερικής)
- 2016: I chiroteri evdomada tis zois mou (Η χειρότερη εβδομάδα της ζωής μου) (Fernsehserie)
- 2016: Telii Xeni (Τέλειοι Ξένοι)
- 2017: Heimlich (Kurzfilm)
- 2017: Cowboy (Kurzfilm)
- 2017: Do It Yourself
- 2018: Pity
- 2018: Rearrangement (Kurzfilm)
- 2022: Flux Gourmet